# Idioma español en Canadá
El español o castellano es el quinto idioma con mayor número de hablantes en Canadá.  Actualmente, el número de habitantes del habla hispana está aumentando rápidamente debido a la llegada masiva de inmigrantes latinoamericanos. Estos provienen principalmente de Argentina, Chile, Colombia, El Salvador, México, Nicaragua, Perú, Uruguay y Venezuela.

## Estadísticas
Según el censo de 2021, publicado por Statistics Canada (Estadísticas de Canadá), existen 600 795 hablantes nativos, siendo el 1.6% de la población total del país. El español se posicionó en el quinto lugar en idiomas no oficiales después del Mandarín, el Punjabi, el Cantonés y el Árabe. 
Tomando en cuenta a los hablantes que hablan el español como segunda lengua, el mismo censo de 2021 muestra una cifra elevada la de 1.171.450, lo que supone un 3,2% de la población de Canadá, siendo la tercera lengua más hablada tras el inglés (87,9%) y el francés (29,1%), y la lengua no oficial más hablada, por delante de lenguas como el Chino mandarín (2,7%), Punjabi (2.6%), y el Árabe (2,4%). Otras fuentes estiman que ésta cifra es aún mayor, con 1.775.000 hablantes capaces de mantener una conversación en español.
| Año  | Hablantes L1 y L2 |
| ---- | ----------------- |
| 2001 | 611.000           |
| 2006 | 758.000           |
| 2011 | 873.000           |
| 2016 | 995.000           |
| 2021 | 1.171.450         |

En el 2016, con 553 495 de hablantes nativos, el español se posicionaba en el cuarto lugar en idiomas no oficiales tras el mandarín, el cantonés, y el punjabi.
Subdividiendo por provincias, Ontario es la provincia que acumula la mayor cantidad de hispanohablantes en Canadá con 242 855, siendo el 40% del total del país; después le sigue Quebec con 196 075 con el 32.6% de hispanohablantes; y en tercer lugar Columbia Británica con 68 160 con el 11.3%. 
El área metropolitana de Montreal es la ciudad que concentra la mayor cantidad de hispanohablantes en Canadá con 157 190, siendo esta una cifra mayor a la que tiene el área metropolitana de Toronto que cuenta con 150 685 hispanohablantes en la ciudad. Le siguen Vancouver con 52 190 hispanos; Calgary con 34 665 y Edmonton 22 170.
| Idiomas        | %     | Hablantes L1 y L2 | Hablantes L1 |
| -------------- | ----- | ----------------- | ------------ |
| Inglés         | 87,1% | 31.628.570        | 21.372.885   |
| Francés        | 29,1% | 10.563.235        | 7.651.355    |
| Español        | 3,2%  | 1.171.450         | 600.795      |
| Chino mandarín | 2,7%  | 987.300           | 730.125      |
| Punjabi        | 2,6%  | 942.170           | 763.785      |
| Árabe          | 2,4%  | 838.045           | 629.060      |
| Hindi          | 2,1%  | 761.425           | 224.410      |
| Tagalo         | 2,0%  | 737.565           | 592.395      |
| Cantonés       | 2,0%  | 724.925           | 610.420      |
| Italiano       | 1,5%  | 547.655           | 366.075      |
| Alemán         | 1,15% | 419.195           | 303.655      |
| Urdu           | 1,14% | 414.870           | 297.580      |
| Portugués      | 0,9%  | 336.865           | 266.560      |
| Ruso           | 0,9%  | 309.235           | 220.360      |
| TOTAL          | 100%  | 36.328.480        |              |

## Historia
El español ya se hablaba antes del siglo XIX; pues antes de que Canadá formara parte del Imperio francés y del Imperio británico, la parte oeste de las costas del Pacífico fueron territorios en disputa, explorados y de escasos asentamientos del Imperio español, como lo fueron la parte que ahora pertenece a la provincia de Columbia Británica y al territorio de Yukón bajo el Virreinato de la Nueva España. Después pertenecieron al Reino Unido. El único asentamiento importante fue en el Fuerte de San Miguel en la Isla de Vancouver.
Un primer grupo de inmigrantes provenientes de España después de la guerra civil española se estableció en Canadá. La inmigración de Hispanoamérica a Canadá comenzó a finales de los años 50, con más fuerza a partir de 1981.
Durante el rodaje del programa La expedición Malaspina se contactó con un jefe tribal indio que hizo referencia a que su abuela, mestiza, había sido 'castellanohablante'. Se supone que su abuela vivió a caballo entre el siglo XIX y el XX.

## Estudio del español en Canadá
Actualmente existe un gran interés por estudiar el español entre los canadienses de habla no hispana. El Instituto Cervantes cifró en 92 853, el número de estudiantes de español en Canadá en el año 2005. Existe un Instituto Cervantes en Calgary y se prevé abrir otro en Toronto.
Según datos del 2006, el español se enseña en la educación primaria en Alberta, Columbia Británica, Ontario y Quebec. En el nivel de estudios secundarios, el español constituye la segunda lengua con mayor demanda, convirtiéndose en una tercera opción para la provincia bilingüe de Nuevo Brunswick, para Ontario y para la francófona de Quebec. En las demás provincias, si bien el francés ha sido la única lengua predominante en primaria, en secundaria el número de estudiantes de español va aumentando progresivamente.
La Universidad Nacional Autónoma de México tiene una sede permanente desde 1995 en Gatineau, Quebec, la cual contribuye a la enseñanza del idioma español en Canadá, así como al conocimiento de las culturas mexicana y latinoamericana.

## Medios de comunicación
Hay un gran número de canales de televisión, ondas de radio y emisiones de periódicos en español en Canadá.

## El español en la música
En este país han surgido cantantes como Bryan Adams, Paul Anka, Céline Dion, Nelly Furtado, y Anne Murray, que aparte de cantar en sus lenguas maternas como en inglés y francés, también lo han hecho en español para hacerse conocer entre el mundo hispanohablante.